# Waskom
Waskom è un comune (city) degli Stati Uniti d'America della contea di Harrison nello Stato del Texas. La popolazione era di 2 160 abitanti al censimento del 2010. Si trova circa 20 miglia (32 km) ad est del capoluogo di contea, Marshall, sulla U.S. Route 80. Ad est confina con Shreveport, Louisiana.

## Geografia fisica
Waskom è situata a 32°28′42″N 94°03′50″W (32.478416, -94.063769).
Secondo lo United States Census Bureau, la città ha una superficie totale di 6,95 km², dei quali 6,95 km² di territorio e 0 km² di acque interne (0% del totale).

## Società

### Evoluzione demografica
Secondo il censimento del 2010, la popolazione era di 2 160 abitanti.

### Etnie e minoranze straniere
Secondo il censimento del 2010, la composizione etnica della città era formata dal 69,77% di bianchi, il 13,29% di afroamericani, lo 0,93% di nativi americani, lo 0,23% di asiatici, lo 0% di oceanici, il 13,56% di altre razze, e il 2,22% di due o più etnie. Ispanici o latinos di qualunque razza erano il 19,58% della popolazione.